# ロサ・ディエス

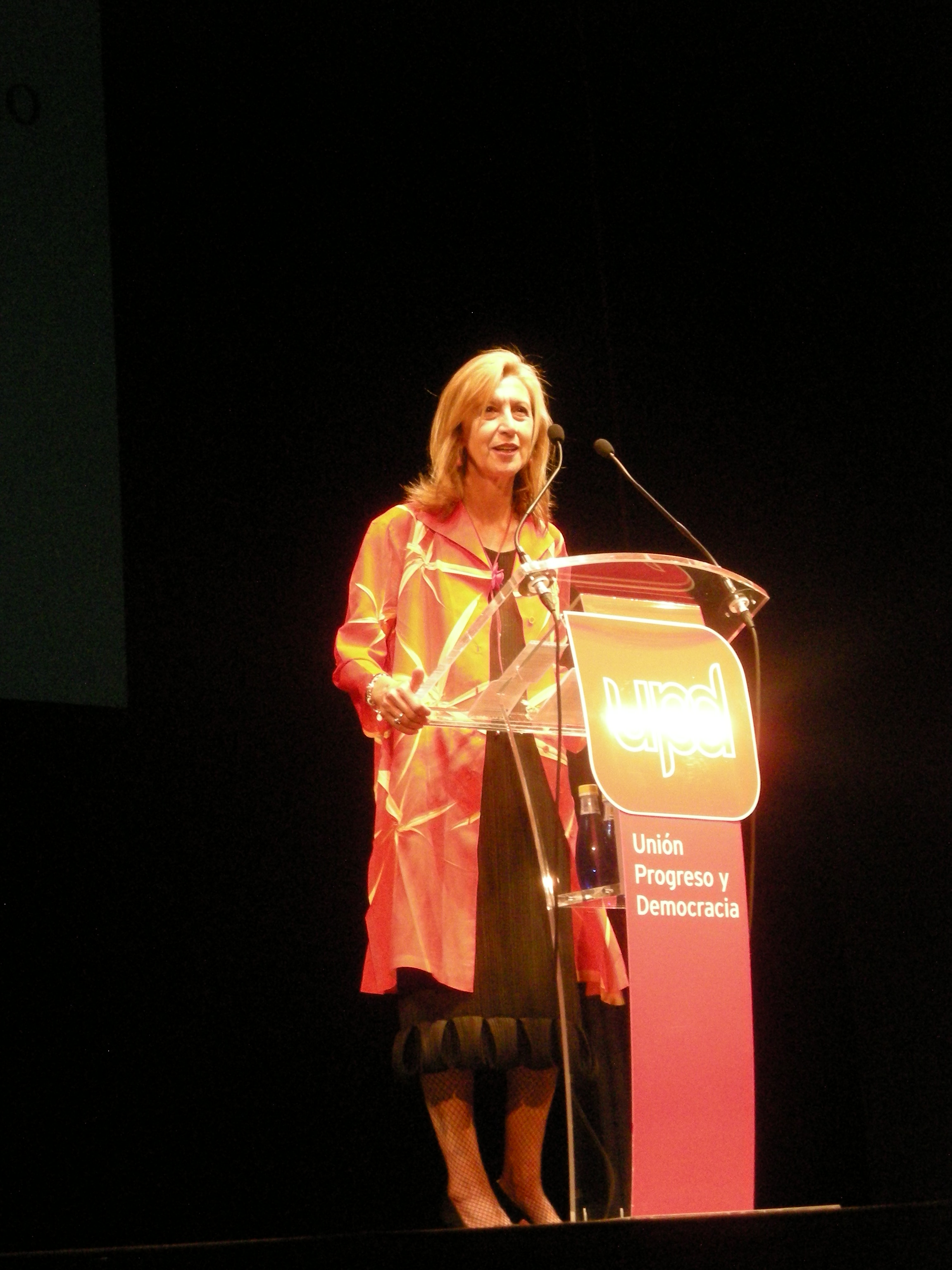
ロサ・ディエス

ロサ・ディエス・ゴンサレス（Rosa Díez González, 1952年5月27日 - ）は、スペイン・ビスカヤ県出身の政治家。2008年からスペイン下院議員を務めている。2007年から2015年まで連合・進歩・民主主義 (UPyD) の党首を務めた。

## 経歴

### 社会労働党 (PSOE)
1952年にビスカヤ県グエニェスに生まれた。父親は社会主義思想を持つ製鋼労働者であり、フランシスコ・フランコ独裁政権下で投獄されて死刑を宣告されたが、後に減刑された。ロサの兄のイグナシオ・ディエスも政治家であり、ラ・リオハ州議会議員を務めた。ロサ・ディエスは故郷グエニェスのソドゥペにある高校に通い、高校卒業後に働きはじめた。
1977年に社会労働党 (PSOE) の一員となり、1987年から1991年まで出身地のグエニェス議会議員を務めた。1987年から1999年まではバスク州議会議員も務め、1991年から1998年にはバスク州政府商業・観光大臣を担った。1999年から2007年までは社会労働党選出の欧州議会議員を務め、社会労働党は欧州議会で欧州社会党に属した。1999年選挙では選挙名簿筆頭、2004年選挙では選挙名簿第2位となっている。バスク祖国と自由 (ETA) などに関する意見の相違から、2007年に社会労働党を離党した。

### 連合・進歩・民主主義 (UPyD)
2007年、ETAの暴力に反対する草の根市民運動¡バスタ・ジャ!（もう十分だ!）を基盤とし、新政党の連合・進歩・民主主義 (UPyD) の設立者のひとりとなった。2008年の2008年スペイン議会総選挙ではUPyDの選挙名簿筆頭に名を連ね、1議席を獲得したUPyDからはディエスが下院議員となった。2011年の2011年スペイン議会総選挙で、UPyDは得票率4.7%の約114万票を得て、5議席を獲得した。得票数では国民党(PP)、社会労働党、統一左翼を中心とした選挙連合ラ・イスキエルダ・プルラル(IP)に次ぐ第4党、議席数では前述の3党とアマユール、集中と統一 (CiU) に次ぐ第6党となった。ディエスも下院議員に再選を果たした。
2015年5月に行われた地方自治体選挙でUPyDは計129議席（229,458票）に留まり、2011年選挙時の計152議席（464,824票）から大きく議席数を減らした。5月24日にはディエス自身が代表の再選を求めていないと発表し、7月11日には後任の代表にアンドレス・ヘルツォークが就任した。

## 人物
バスク地方分離独立主義組織バスク祖国と自由 (ETA) による脅迫を受けたため、1991年から護衛をつけている。1997年にはETAによってディエスの自宅に小包爆弾が送られたが、この爆弾が爆発することはなかった。ETAの暴力に反対する草の根市民運動¡バスタ・ジャ!（もう十分だ!）の活動にも参加している。
ディエスは個人的に公務員の給料引き下げを提唱している。ディエスは5つの委員会に出席するUPyDの代表者ではあるが、そのうち1つの委員会からしか給料を受け取っていない。2003年にスペイン政府より憲法勲章を授与されている。